# Ореша
Ореша, Ореха (баск. Orexa (офіційна назва), ісп. Oreja) — муніципалітет в Іспанії, у складі автономної спільноти Країна Басків, у провінції Гіпускоа. Населення — 121 особа (2009).
Муніципалітет розташований на відстані близько 330 км на північний схід від Мадрида, 25 км на південь від Сан-Себастьяна.

## Демографія
Динаміка населення (INE ):

## Галерея зображень

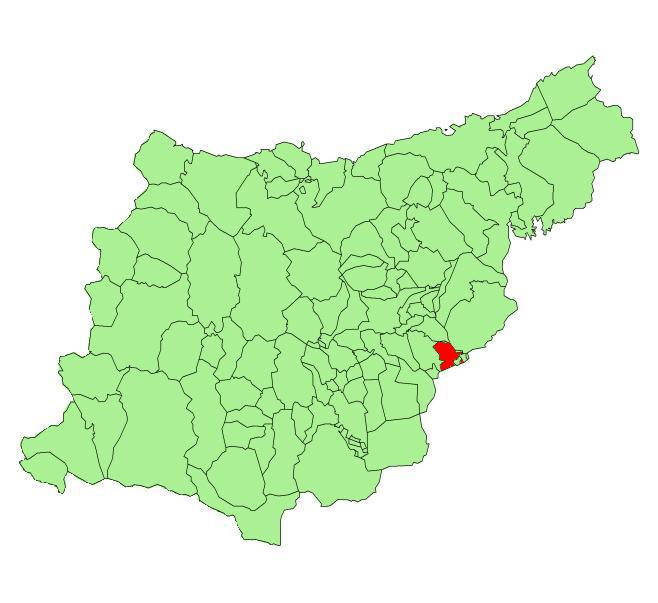
Розташування муніципалітету
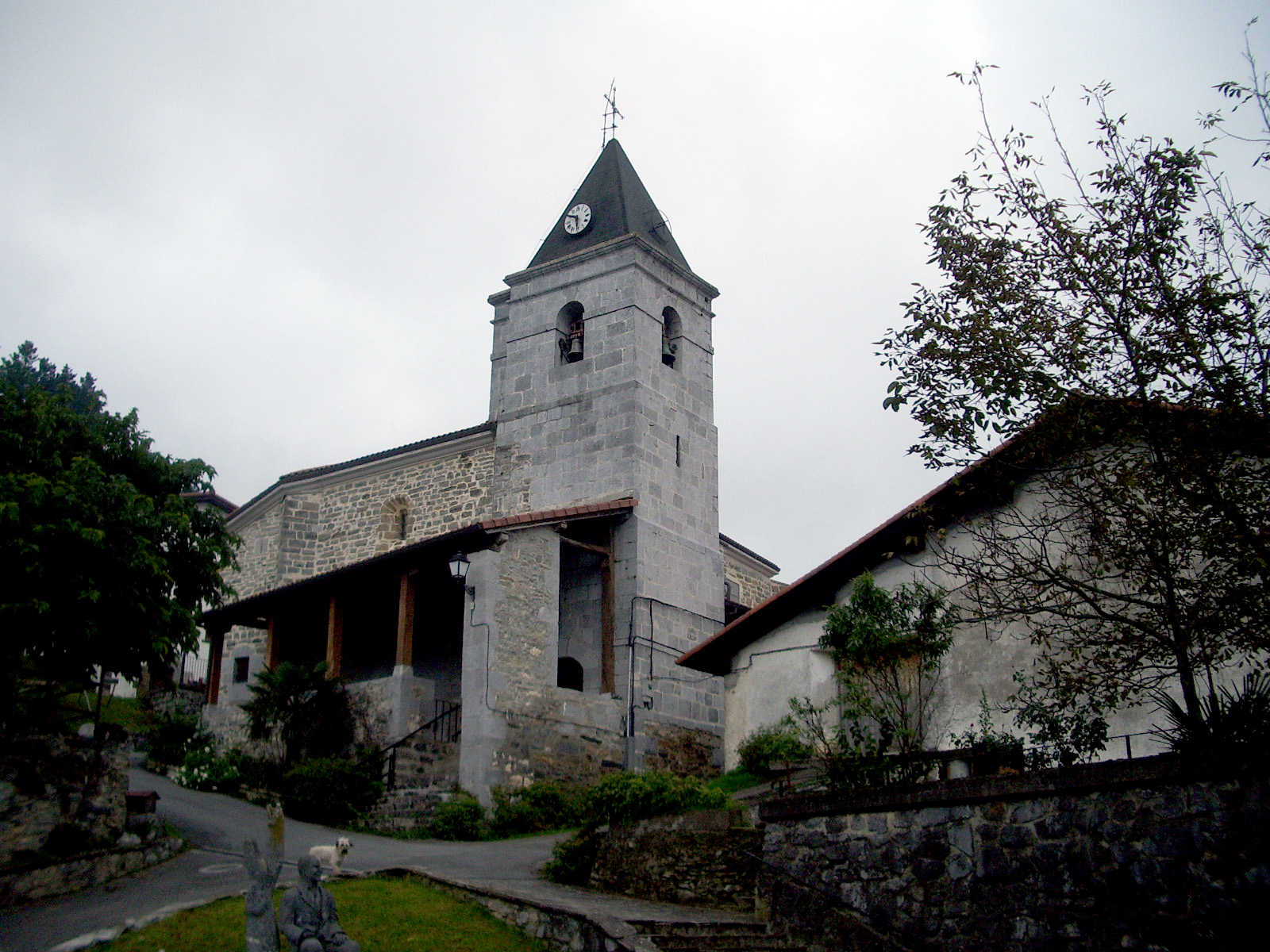
Церква Санта-Куц